# Francisco de Asís (película de 1961)
Francis of Assisi —en español Francisco de Asís— es una película estadounidense realizada en 1961 por 20th Century Fox Pictures y dirigida por Michael Curtiz. Es un drama histórico sobre la vida del santo homónimo, basado en la novela The Joyful Beggar (El mendigo feliz) del escritor húngaro-alemán Louis de Wohl. Fue la primera película que utilizó la visualización DeLuxe CinemaScope que se filmó completamente en locaciones de ciudades y pueblos de Italia. Bradford Dillman interpretó a Francisco de Asís y Dolores Hart, a Clara de Asís.

## Argumento
Francisco Bernardone (Bradford Dillman) es hijo de un rico comerciante de telas de la ciudad de Asís. joven altivo y respetado en el alto clan social de su ciudad y con potencial de ser reconocido en toda Italia. Sus deseos de conocer el mundo para ampliar sus horizontes y cansado de las comodidades en la vida desenfrenada que llevaba hasta entonces, le hacen alistarse como soldado de infantería al anunciarse por mandato del papa Inocencio III el reclutamiento de todos los jóvenes de mayoría de edad en Asís para una cruzada. Francisco conoce a Paolo de Vandria (Stuart Whitman) mismo de quien se vuelve amigo y compañero inseparable; Al partir hacia la batalla con Perugia oyó en el camino una serie de voces que le decían: «Reconstruye mi casa». Confundido pero decidido, Francisco deserta el grupo y regresa a Asís, donde renuncia a todos sus bienes mundanos para dedicarse al servicio de Dios, esto a través de la reconstrucción de templos católicos, y la fundación de una orden con regla propia bajo permiso del papa de Roma. Clara (Dolores Hart) una joven aristócrata de gran renombre y además vecina de los Bernardone desde muy joven se siente atraída de Francisco; su propio deseo personal de una vida austera y recatada le hacen sentirse identificada por los ideales que mueven al más joven de aquella familia. Sin embargo su gran belleza y personalidad cautivan al conde Paolo quien se enamora de forma enfermiza y perseguidora de ella; A tal punto de lograr el consentimiento de su padre para dársela en matrimonio por una gran dote, sin consultarle. A pesar de todo ello Clara renuncia a su familia, y con el patrocinio de Francisco se convierte en monja bajo su autoridad y consejo, dicha acción provoca el odio de Paolo hacia este, creyendo que Clara lo hacía movida por el escondido amor que tenía hacia él, y sintiendo que Bernardone había logrado arrebatarla de su lado.
Para aquel entonces (1212 d. C.), San Francisco tiene una reputación bien establecida para sus votos de la pobreza y los miembros de su orden monástica pasan de doce miembro iniciales a dos mil en menos de tres años. La película continuamente hace observaciones de los milagros que son atribuidos a su persona (como la aparición de los estigmas en las manos y los pies de Francisco, el poder de comunicarse con los animales, etc.) junto a otros aspectos de su vida, tales como su visita al sultán del Este (Sahara) en la búsqueda de la paz en la luchas de los cruzados y moros; además de la lucha interna que tuvo con miembros de la orden por modificar la regla que les establecía desde el principio. Francisco mantuvo sus ideales de vida austera y penitente, movido por la Fe en Jesucristo hasta el final de sus días; donde, tras la reconciliación con su amigo Paolo y bendecir a los suyos, encuentra la muerte el 3 de octubre de 1226. En un funeral que le correspondía a un ser humano amado por hombres y bestias por igual; finaliza con una procesión de entierro, y con enormes bandadas de pájaros y aves que el amaba como a todas las demás criaturas, sobrevolando el horizonte del amanecer, donde se aprecia al cierre la frase cristiana «Pax et Bonum».

## Elenco
- Bradford Dillman como Francisco Bernardone de Asís.
- Dolores Hart como Clara de Asís.
- Stuart Whitman como el conde Paolo de Vandria.
- Cecil Kellaway como el cardenal Hugolino.
- Eduard Franz como Pietro Bernardone.
- Athene Seyler como tía Buona.
- Finlay Currie como el papa Inocencio III.
- Mervyn Johns como el hermano Junípero.
- Russell Napier como el hermano Elías.
- John Welsh como el Canon Cattanei.
- Harold Goldblatt como Bernardo.
- Edith Sharpe como Donna Pica.
- Jack Lambert como Scefi.
- Oliver Johnston como el padre Livoni.
- Malcolm Keen como el obispo Guido,

## Recepción
Si bien la cinta tuvo puesta importantes expectativas, ya que su presupuesto se tasó en poco más de 2 millones de dólares, la misma no alcanzó el éxito esperado en los lugares donde se consideró habría mayor alcance de espectadores, logrando apenas 1,8 millones de $US en ingresos netos (una pérdida de aproximadamente 200.000 $ US), la mayor parte de esta cantidad se obtuvo en salas de cines canadienses y estadounidenses que fue donde se obtuvo la cifra oficial emitida en 1961.
Sin embargo a pesar de su aparente fracaso en taquilla, la misma tuvo un importante recepción en los cines italianos y latinoamericanos colocándosele el mote de "cinta clásica" sobre la figura de Francisco de Asís, y siendo regularmente emitida en medios de cine católicos por marco de la conmemoración de su día en el santoral.

## Curiosidades
- Dos años después del lanzamiento de Francis of Assísi, Dolores Hart, la actriz en ese momento de 25 años que interpretó a Clara de Asís en la película, se convirtió en una monja católica en la vida real, haciendo sus votos en la abadía benedictina de Regina Laudis en Bethlehem (Connecticut), considerándose su participación en el mencionado filme un punto clave para su conversión a la vida eclesial.[6]

- En la escena donde Francisco Bernardone oficia una Misa en la reconstruida Iglesia de San Damián, reunido con sus iniciantes hermanos frailes y seglares, este reza la conocida Oración católica «Hazme un instrumento de tu Paz...» frente a la congregación. La misma si bien tradicionalmente era atribuida al mismo, no pertenece como tal al mencionado personaje según los registros históricos que se poseen, la posterior investigación realizada por el académico francés Christian Renoux realmente la consideran anónima en su origen, pero reconocida por ser una de las devociones más populares dentro del cristianismo como una síntesis del ideario vivido por el «santo de Asís».

- La película fue la primera producción italo-estadounidense en rodarse bajo el formato DeLuxe CinemaScope, y con locaciones históricas dentro de los territorios de la península itálica como Perugia y Bevagna; y en las dunas de Cabo de Gata en Almería, España[7]